# Handball frison
Pour les articles homonymes, voir handball (homonymie).
Ne doit pas être confondu avec handball, handball américain ou handball gaélique.
Ne doit pas être confondu avec la balle pelote (en néerlandais, kaatsen), qui se pratique en Belgique.
Le handball frison (en néerlandais : kaatsen ou het Friese kaatsspel, en frison occidental : keatsen) est un sport de balle joué avec la main. C'est un jeu de gagne-terrain pratiqué aux Pays-Bas, principalement dans la Frise.

## Terrain (ballodrome)

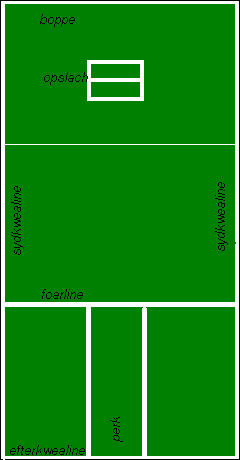
Terrain de handball frison (ballodrome)

Le handball frison est joué sur un ballodrome qui est un rectangle de gazon (61 mètres - 32 mètres) avec 2 équipes (A et B) de 3 joueurs. Au centre, il y a une petite zone de 5 mètres sur 19 mètres avec 2 joueurs (zone de réception).

## La livrée
La livrée est faite à main nue depuis une zone (opslach) placée à environ 30 métres de la zone de réception (perk). Les autres joueurs ont des gants pour frapper la balle. La balle fait 24 g avec un diamètre de 3,5 cm.
- Si le livreur n'arrive pas à lancer la balle dans la zone de réception, l'équipe B marque.
- Si l'équipe B retourne la balle après la petite ligne de la boite de livrée, alors elle marque.
- L'équipe A peut empêcher la balle d'aller sur la ligne en la frappant ou en l’arrêtant.

## Le jeu
La place où la balle est arrêtée est marquée avec un petit morceau de bois (c'est une chasse des jeux de gagne-terrain qui est appelé kaats en néerlandais). Quand il y a deux chasses, alors les équipes traversent (i.e. elles changent de côté).
Après changement, si l'équipe qui reçoit la livrée lance la balle après la première chasse (ou la deuxième chasse quand il y en a 2) alors elle marque le point.

## Galerie

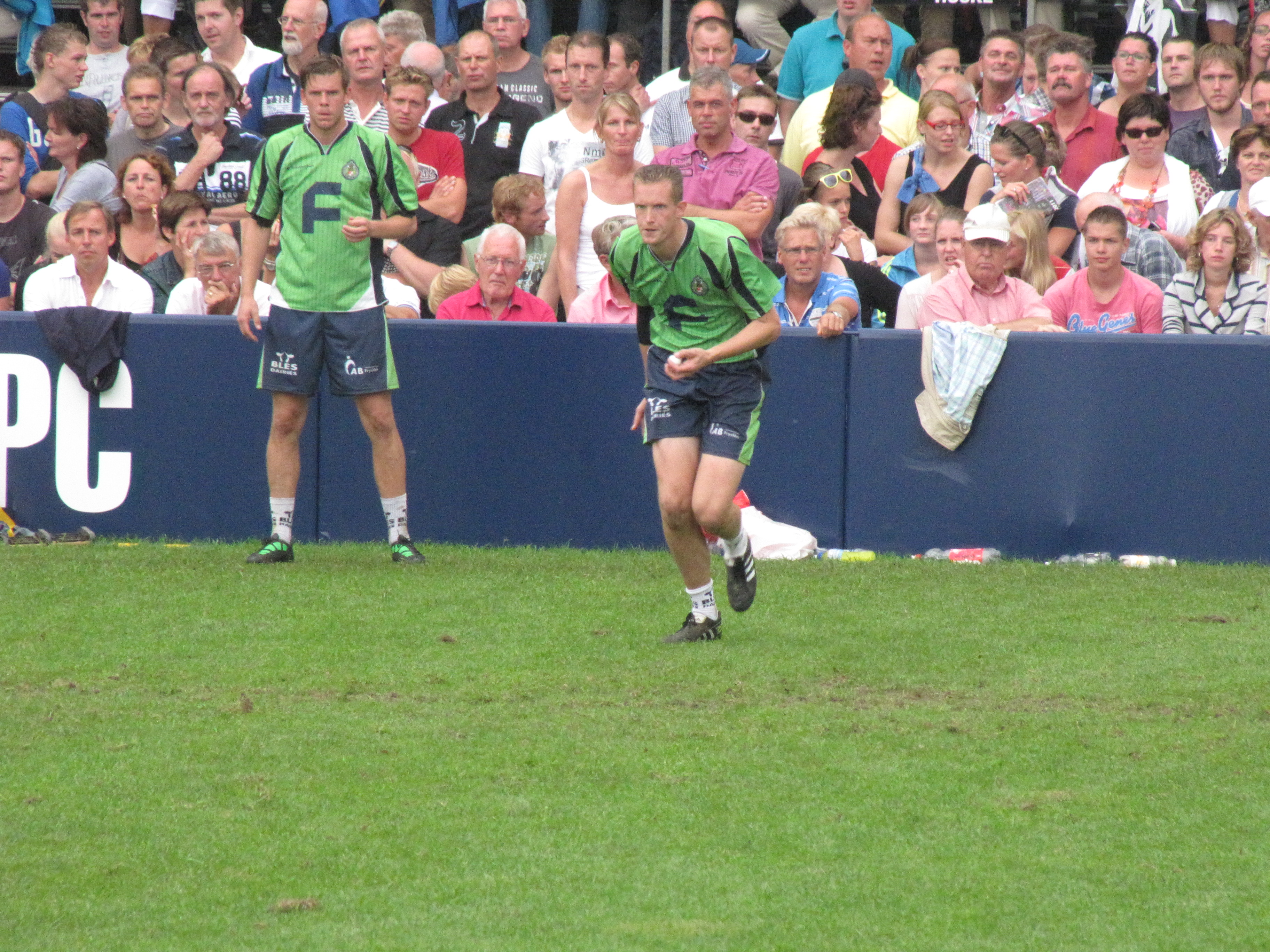
Le livreur s’apprête à frapper la balle.
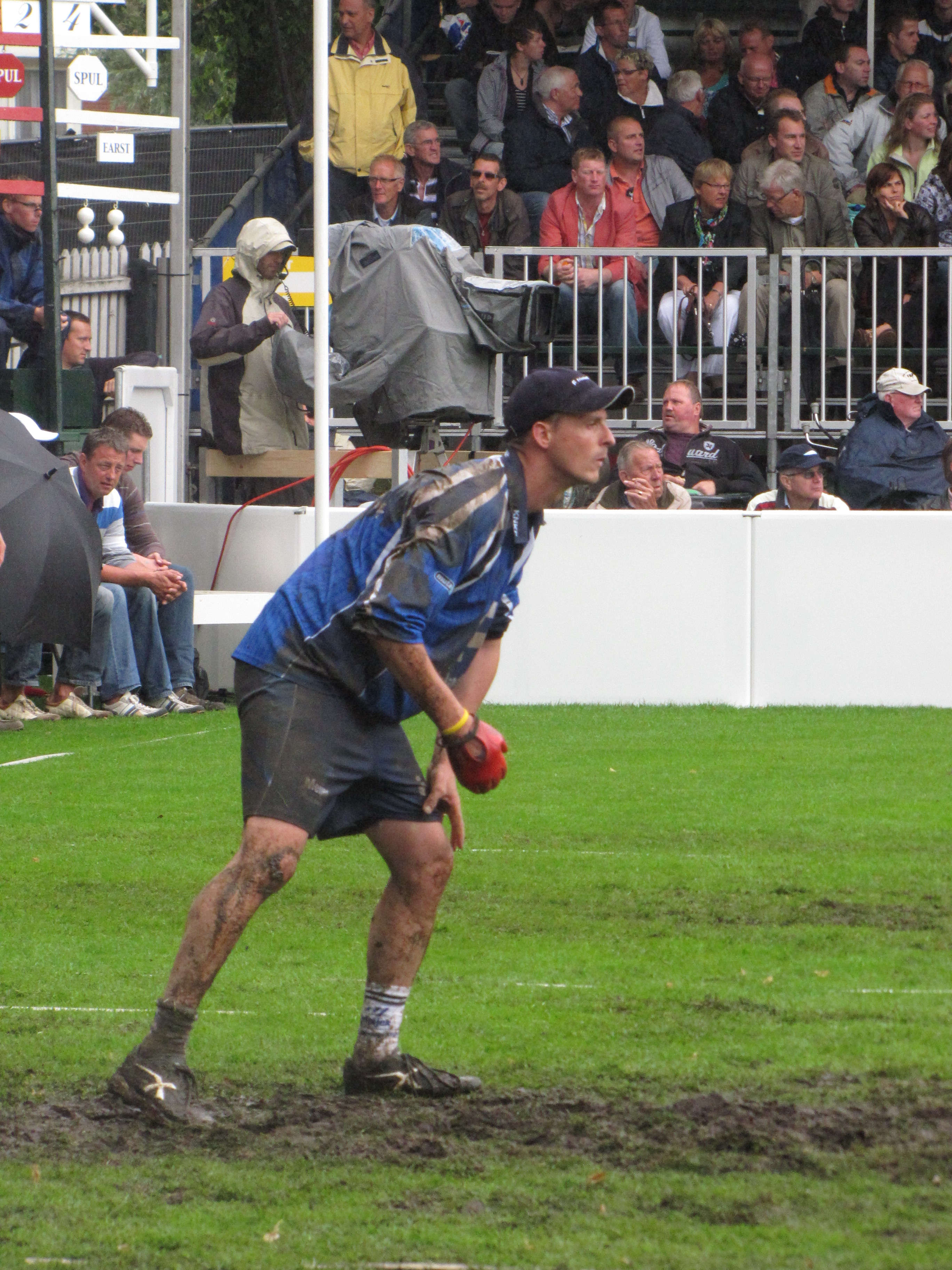
Joueur avec un gant.
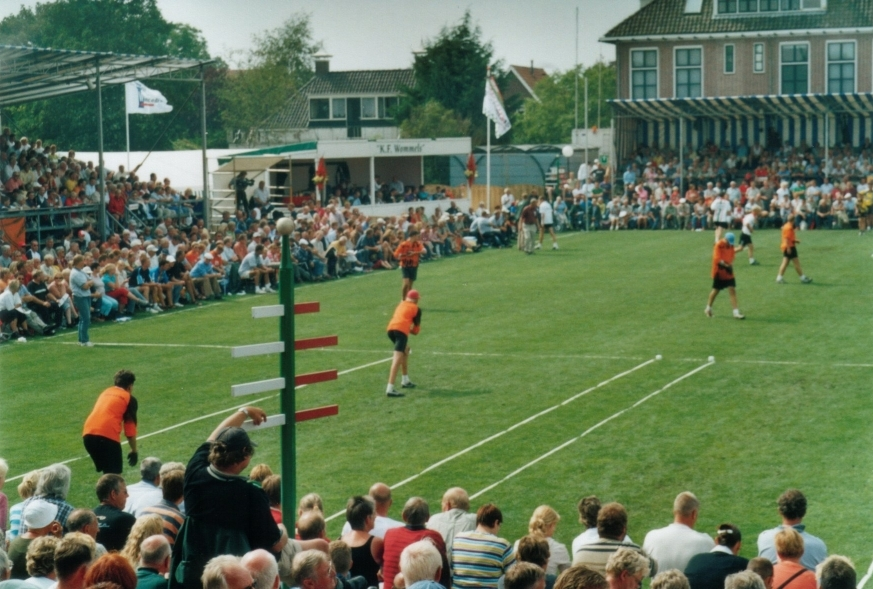
Partie lors de la Freulepartij 2004 (fy).
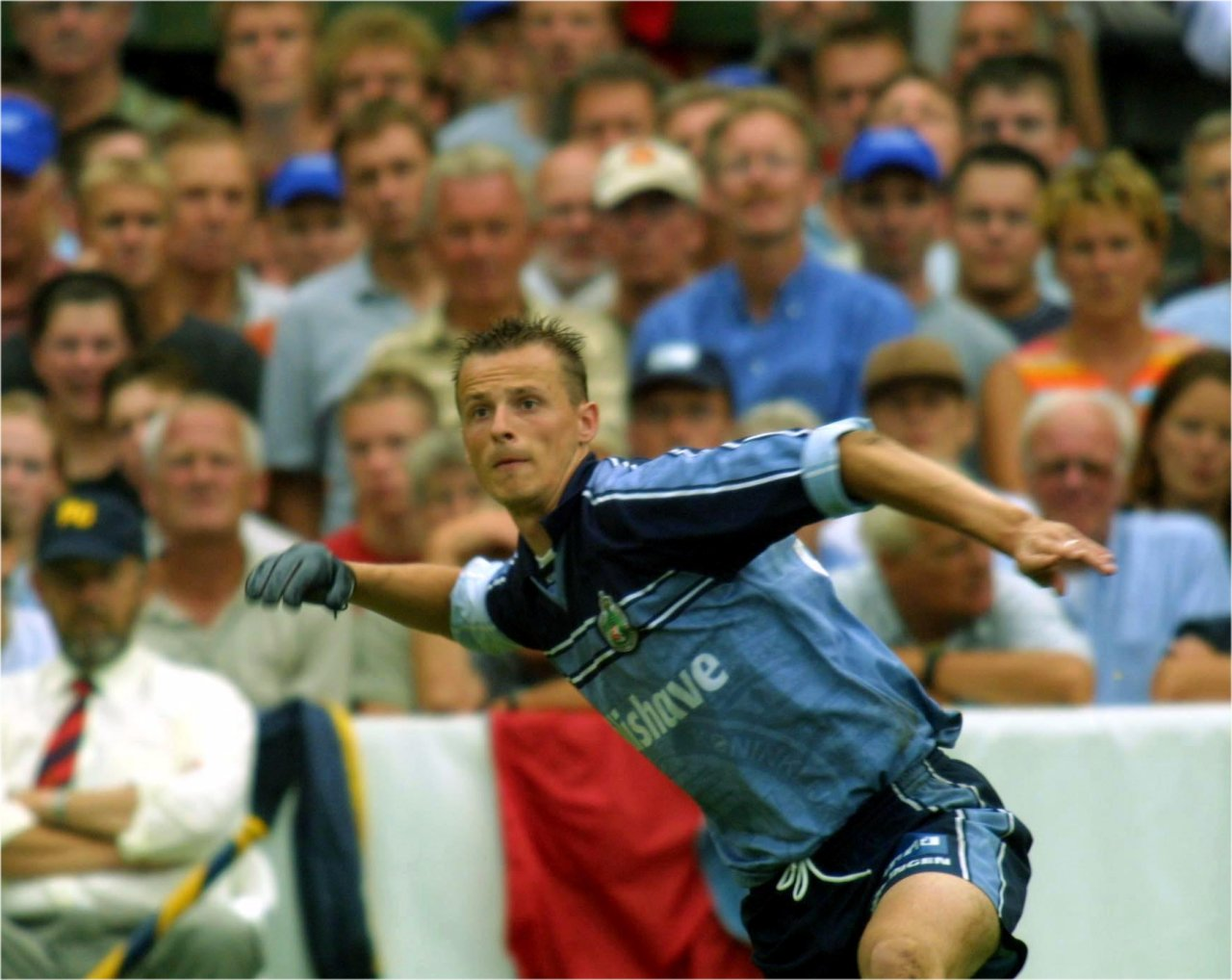
Folkert van der Wei en 2006.

## Jeux de balle apparentés
Le handball frison est très proche de la balle pelote, pratiquée dans l’Ouest de la Belgique (mais le ballodrome et les règles diffèrent toutefois), ainsi que du llargues qui se pratique en rue dans le Sud-Est de l'Espagne.